# 北海道道666号徹別原野釧路線

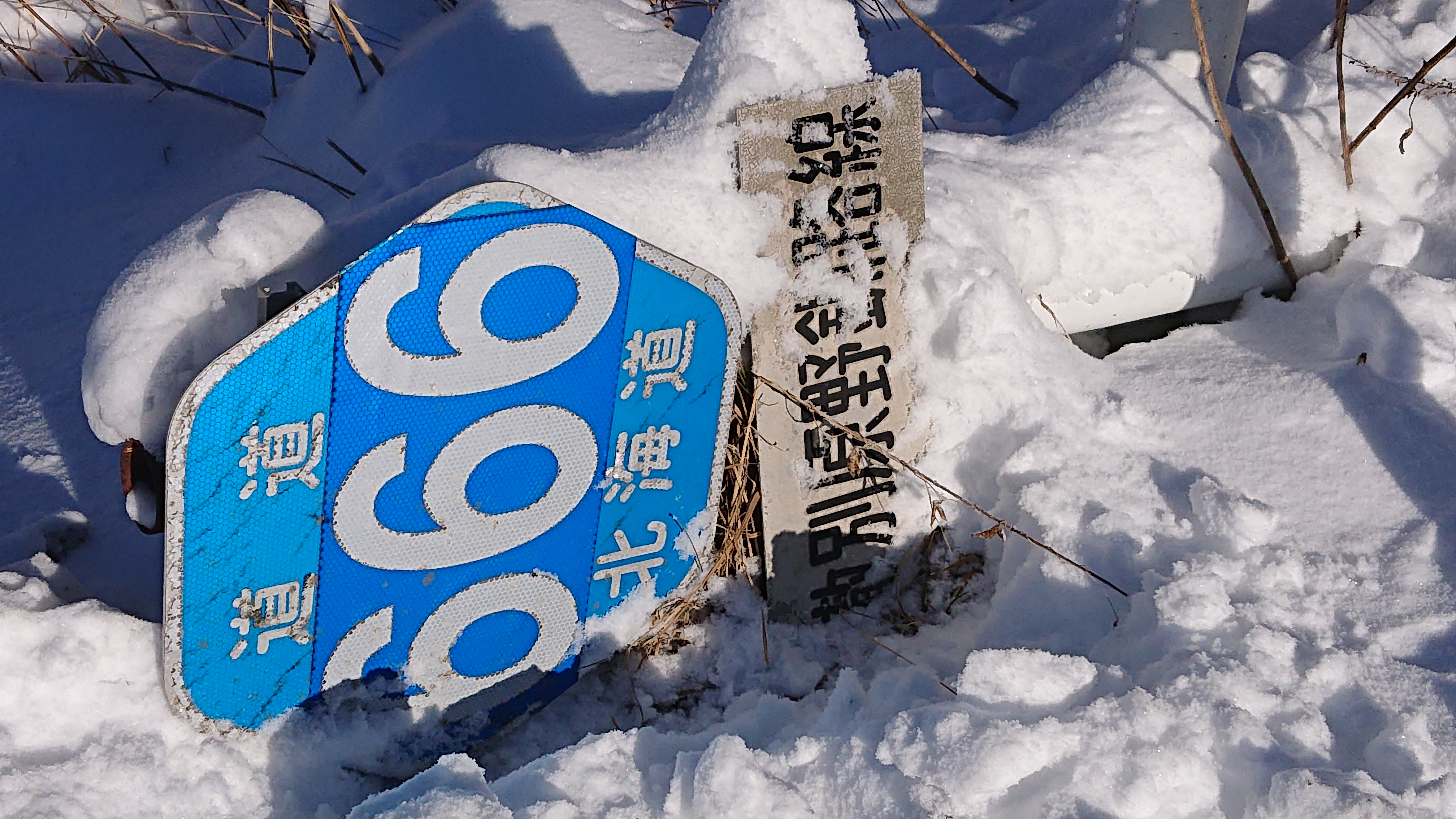
北海道道666号徹別原野釧路線の看板（起点付近）

北海道道666号徹別原野釧路線（ほっかいどうどう666ごう てしべつげんやくしろせん）は、北海道釧路市内にある一般道道である。

## 概要
徹別側の一部は狭隘・未舗装が多いため、冬期間は通行止めになっている。

### 路線データ
- 起点：北海道釧路市阿寒町徹別原野（国道240号交点）
- 終点：北海道釧路市北斗（北海道道53号釧路鶴居弟子屈線交点）
- 総距離：35.6 km（内、重複区間4.4 km）

## 路線状況

### 重複区間
釧路市
- 阿寒町ニニシベツ原野 - 阿寒町ニニシベツ原野（国道274号）

## 歴史
- 1970年（昭和45年）3月31日 - 中徹別釧路線として路線認定[1]。
- 1980年（昭和55年)3月31日 - 起点を変更し、現路線名に変更[2]。

## 地理

### 通過する自治体
- 釧路総合振興局
  - 釧路市

### 主な接続道路
釧路市
- 国道240号 - 阿寒町徹別原野（起点）
- 国道274号 - 阿寒町ニニシベツ原野
- 北海道道243号阿寒標茶線 - 阿寒町ニニシベツ原野
- 北海道道835号釧路阿寒自転車道線 - 山花
- 北海道道222号雄別釧路線 - 山花
- 北海道道53号釧路鶴居弟子屈線 - 北斗（終点）

### 沿線にある施設など
釧路市
- 釧路市動物園 - 山花